# 助川弘之
助川 弘之（すけがわ ひろゆき、1928年〈昭和3年〉3月22日 - 2013年〈平成25年〉9月8日）は、日本の政治家、教育者、医師、市民運動家。
霞ケ浦の再生を考える会会長でいのちの水・霞ヶ浦を守る市民ネットワーク代表、筑波メディカルセンター病院理事長、第16・17・18・19代茨城県土浦市長、茨城県公安委員長を歴任した。旭日小綬章受章者。

## 概要
助川喜四郎の三男として、茨城県新治郡土浦町敷島町（現・土浦市桜町）で生まれた。その後、東京大空襲に遭遇したが生き延びる。東京慈恵会医科大学医学部を卒業し、医師免許を取得。長じて政治を志し、箱根宏の死去にともなう1987年の土浦市長選挙に立候補し初当選。以後、1991年・1995年・1999年の市長選にも当選し、4選を果たした。
ほかに、土浦ライオンズクラブ会長、土浦市医師会裁定委員、学校法人筑波研究学園理事、筑波メディカルセンター病院理事長、茨城県公安委員会委員長、土浦市教育委員長、一般国道6号牛久土浦バイパス道路緑化検討委員会委員、日本医師会員、介護老人保健施設豊浦施設長、土浦市相撲連盟顧問、土浦市・千代田町・霞ヶ浦町・新治村任意合併協議会長などの要職を歴任した。
晩年も土浦市に住み、霞ケ浦の再生を考える会に会長に就任して霞ヶ浦の保護を訴え続けた。2013年、旭日小綬章を受章。同年9月8日、すい頭部がんによる衰弱のため85歳で死去。土浦市は準市葬（土浦市民会館）で助川を弔った。葬儀委員長は当時の土浦市長・中川清。